# Egbert Uniken

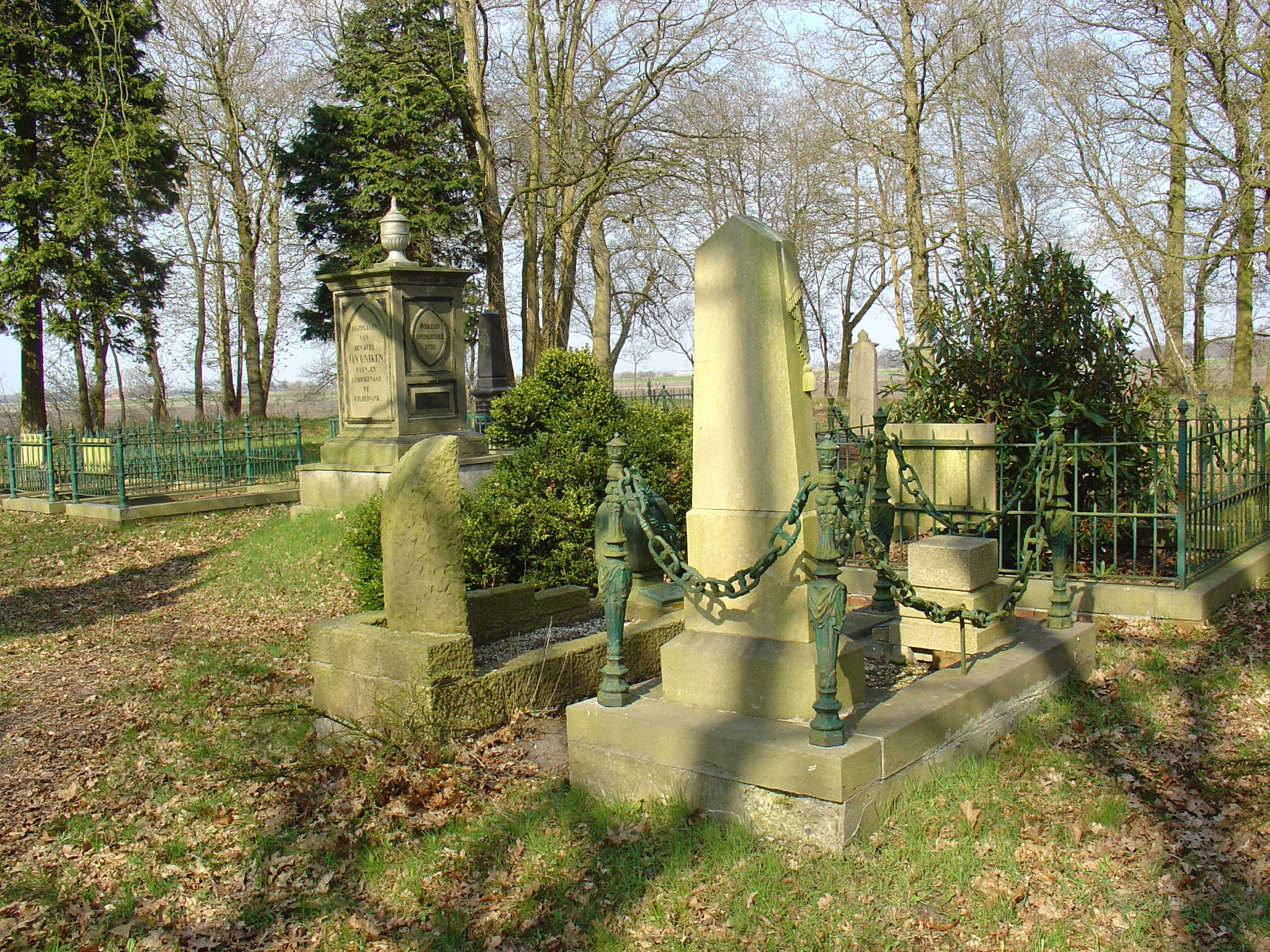
De familiebegraafplaats Uniken in het vroegere Wildervank in Stadskanaal, opgericht door Jan Uniken, ook zijn broer Egbert Uniken ligt hier begraven

Egbert Uniken (Wildervank, gedoopt 25 december 1792 - aldaar, 25 januari 1867) was een Nederlandse grootgrondbezitter en vervener in Oost-Groningen.

## Leven en werk
Uniken was een zoon van de Wildervankster collector, landeigenaar en veengebruiker Ellerus Uniken en Catharina de Cock. Evenals zijn broer Jan was hij als vervener betrokken bij de ontginning van het veenkoloniale gebied in het zuidoosten van de provincie Groningen. Hij opereerde wat in de schaduw van zijn broer. Na diens overlijden in 1859 was hij de universeel erfgenaam van het door zijn broer, die ongehuwd overleed, opgebouwde bezit, waaronder 800 hectare land. Het kapitaal kon hij gebruiken voor de ontwikkeling van de glasfabriek Engeland, die hij had gesticht in de Drouwenermond. Daarnaast was Uniken een van de grootste verveners van de Drouwener- en Buinervenen.
Uniken trouwde op 24 februari 1825 in Groningen met Martje Eltjes, dochter van de snuifkoper Jan Eltjes en van Fennegien Schmaal. Hij overleed in januari 1867 op 74-jarige leeftijd in Wildervank en werd begraven op het door zijn broer gestichte familiebegraafplaats Uniken.

## Unikenstraat en Unikenkade
Het Stadskanaal werd aangelegd evenwijdig aan de grens tussen Groningen en Drenthe vanuit het noordwesten naar het zuidoosten in de provincie Groningen. Vanuit die richting zijn de eerste straat en de eerste kade in Stadskanaal naar de familie Uniken genoemd, de Unikenstraat en Unikenkade.